# Eistaube
Eistauben sind eine Haustaubenrasse. Den Namen erhielten sie durch ihre Gefiederfarbe.

## Herkunft
Die Eistaube ist eine der ältesten deutschen Farbentauben. Die dunkeläugigen Farbenschläge kommen aus Sachsen, die rotäugigen aus Schlesien und der Lausitz. Die glattfüßig gehämmerte Eistaube (auch Forellentaube) kommt aus Schlesien bzw. Süddeutschland.

## Aussehen

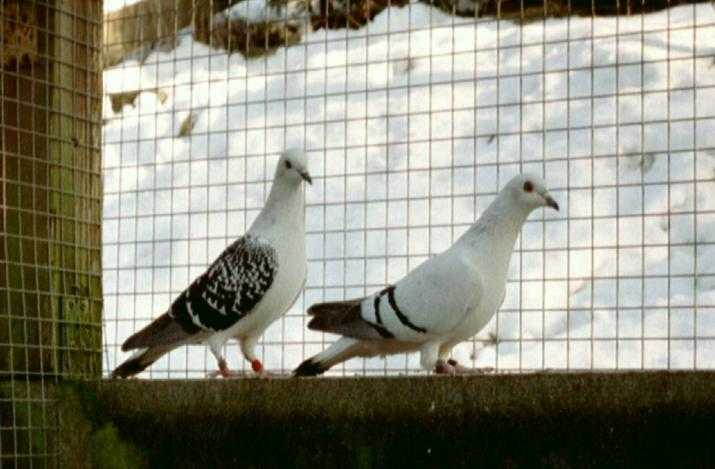
Gehämmert, schwarzbindig

Die Eistaube besitzt eine kräftige, tief stehende Feldtaubengestalt.
Der Kopf ist länglichrund und glatt mit einem leicht nach vorne gestreckten kurzen Hals.
Die Augenfarbe ist bei den Schwarzbindigen und Gehämmerten gelb bis orangerot, bei den übrigen Farbenschlägen dunkel. Der Augenrand ist bei allen schmal und dunkelgrau.
Der Schnabel ist mittellang dünn und dunkel.
Die Eistaube hat eine breite Brust.
Der Rücken ist breit und fällt nur wenig zum Schwanz ab.
Dieser ist mittellang und wird fast waagerecht getragen.
Die Flügel sind mittellang und werden nicht kreuzend auf dem Schwanz getragen.
Die Beine und Füße sind bei den belatschten sehr federreich und dicht, bei den glattfüßigen unbefiedert.

## Farbenschläge

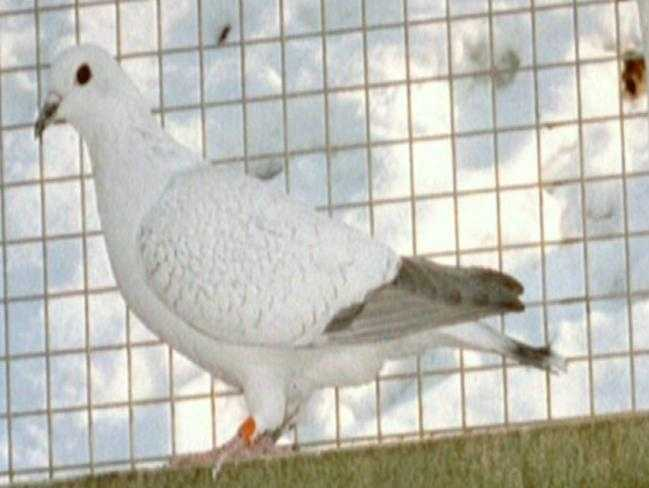
Weißgeschuppt

Die Grundfarbe ist ein ganz zartes Eisblau mit viel Federstaub (Puder). Alle Farbenschläge gibt es glattfüßig und belatscht.
Das Untergefieder ist bei allen Farbenschlägen gräulich. Durch den Gefiederpuder erscheint die Grundfarbe weiß. Die einzige Ausnahme sind Zeichnungsfarben. Die Schwingen und die Schwanzbinde sollen so dunkel wie möglich sein. Hinter der Schwanzbinde muss noch ein heller Saum bleiben.
Eistauben gibt es in hohlig, weißbindig, weißgeschuppt, porzellanfarbig, schwarzbindig und gehämmert.
- hohlig:

Ohne jede Zeichnung auf dem Flügelschild.
- weißbindig:

Die Flügelschilder haben zwei parallel verlaufende, schmale, weiße Binden, die am hinteren Rand schwärzlich gesäumt sind.
- weißgeschuppt:

Die Flügelschilder haben dreieckige, weiße, schwärzlich gesäumte Schuppung, die sich mit Dreiecken der Grundfarbe abwechselt.
- porzellanfarbig:

Die Zeichnung der Flügelschilder gleicht jener der Geschuppten; doch zeigt die Schuppungsfarbe einen zarten Rosaton. Weiße Tupfen werden als Spiegelpunkte auf den Handschwingen und auf möglichst jeder Feder in der Schwanzbinde verlangt. In den Schwingen sind von außen nicht sichtbarer Schilf und Rost gestattet; leichte Rücken- und Latschenzeichnung ist zugelassen.
- schwarzbindig:

Die Flügelschilder haben zwei parallel verlaufende, schmale schwarzen Binden.
- gehämmert:

Die Flügelschilder haben dreieckige, schwarze Hämmerung, die sich mit Dreiecken der Grundfarbe abwechselt.

## Ringgröße
- belatschte: 11
- glattfüßige: 7

## Besondere Hinweise
Der viele Gefiederpuder, der ein Rassemerkmal der Eistauben ist und durch den erst die Eisfarbe entsteht, kann Menschen mit Atembeschwerden oder Allergien die Zucht von Eistauben unmöglich machen.